# Parque provincial Laguna Pintascayo
El parque provincial Laguna Pintascayo es un área natural protegida en el departamento de Orán de la provincia de Salta, Argentina. Es una de las zonas núcleo de la reserva de biosfera de las Yungas, junto al parque nacional Baritú -del cual se encuentra separado por solo 7 km-, la reserva nacional El nogalar de Los Toldos, el parque nacional Calilegua y el parque provincial Potrero de Yala.
Fue creado en 2000 por Decreto provincial n.º 3273. Está administrado por la Secretaría de Medio Ambiente y Desarrollo Sustentable de Salta. Se encuentra  
ubicado al noroeste de la ciudad de Orán. Limita al norte y al este con fincas privadas, y al oeste y al sur con el río Pescado. Tiene una superficie de 12 139 ha. Forma parte de la provincia fitogeográfica de las yungas.
El parque fue declarado por BirdLife International como un sitio AICA (Áreas importantes para la conservación de las aves).
Las localidades cercanas son Isla de Cañas (en el departamento de Iruya), Aguas Blancas y Orán.

## Origen del nombre
Para darle un nombre al parque se realizó un concurso, en el cual fue seleccionada la propuesta de la Escuela de Comercio n.º 5012, que eligió «Laguna Pintascayo» por ser la denominación que se le da a la zona. El vocablo pintascayo es de origen quechua y su significado es ‘cañaveral’ o ‘instrumento que se usa para pescar’.

## Objetivos
Protección de la selva pedemontana y montana de las yungas, el río Pescado y la laguna Pintascayo.

## Laguna Pintascayo
La laguna tiene un valor especial en la reserva; es un humedal que concentra varias especies animales en gran cantidad. Está ubicada en la zona sur del parque, a 450 m s. n. m.. 
Su origen se debe a que el río Iruya fue desviado en forma artificial -en 1865- hacia un afluente del río Pescado, lo que ocasionó erosión del fondo generando un cañón profundo; el material producto de la erosión se depositó en el punto de encuentro entre los ríos Iruya y Pescado -ambos afluentes del río Bermejo-, dando lugar a la formación de la laguna Pintascayo.
La laguna tiene una superficie de 72 636 m², cubierta en gran parte por lechuga de agua. Es alimentada por el cauce del río Pescado. En la época seca el nivel de agua disminuye. Está rodeada de bosques de aliso de río (o palo bobo), sauce criollo y sacha guinda (Muntingia calabura). Es hábitat del yacaré overo (especie amenazada de extinción en Argentina), carpinchos, caimanes y abundante avifauna, principalmente de pato real, garzas y espátulas rosadas. Otras aves presentes son el jote real o cóndor real, el aguilucho pampa o águila colorada, el jabirú y la pava de monte.
También se han visto huellas de felinos medianos y pequeños, mapaches y tapires.

## Fauna
Es un refugio de gran importancia para el yaguareté.
Se encuentran, además de las ya citadas, especies de puma, ocelote, mapache austral o aguará popé, yaguarundí, agutí, lobito de río, corzuela, tapir. 
Entre las aves: maracaná de cuello dorado, águila pescadora, amazona sudamericana o loro hablador, tucán.
Las especies de aves importantes para AICA son el vencejo parduzco, la amazona tucumana, el chululú cabeza rojiza, el mirlo acuático gorgirrufo, el fiofío plomizo, el churrín de Zimmer, el erión de frente azul y el cóndor andino. 
En el río Pescado hay mucha fauna ictícola: dorados, sábalos, bogas, bagres, viejas de agua, entre otros.

## Flora
En la flora sobresalen el aliso de río, el palo amarillo, el palo blanco, el lapacho, la quina, el cebil, afata o peteribí, el cedro, el sauce, el roble, el laurel y árboles de la familia de las mirtáceas.